# تحصیل سوهاوه
تحصیل سوهاوه (به انگلیسی: Sohawa Tehsil) یک تحصیل در پاکستان است که در Sohawa واقع شده‌است. تحصیل سوهاوه ۱٬۲۵۸ کیلومتر مربع مساحت و ۲۰۱٬۹۴۸ نفر جمعیت دارد.